# Montfort, Doubs
Montfort är en kommun i departementet Doubs i regionen Bourgogne-Franche-Comté i östra Frankrike. Kommunen ligger i kantonen Quingey som tillhör arrondissementet Besançon. År 2014 hade Montfort 95 invånare.

## Befolkningsutveckling
Antalet invånare i kommunen Montfort
Referens:INSEE